# Ernani Polo
Ernani Polo (Ijuí, 26 de fevereiro de 1974) é um político e advogado brasileiro filiado ao Progressistas. (PP)

## Biografia
Ernani Polo nasceu em Ijuí e foi criado em Santo Augusto, no Rio Grande do Sul. É filho de Alvorindo Polo e Iracer Polo, e irmão de Ângela, Andréia e Flávio. É casado com Alessandra Polo e pai de Maria Eduarda e Eduardo Polo. Sua formação inclui Direito pela ULBRA e Técnico em Contabilidade. Além de sua atuação política, Ernani Polo também é agricultor.

## Carreira política

### Início da carreira
No final da década de 1990, Ernani Polo atuou como assessor parlamentar do deputado federal João Augusto Nardes na Câmara dos Deputados e do deputado estadual Vilson Covatti na Assembleia Legislativa do Rio Grande do Sul.
Em 2000, foi eleito vereador em Santo Augusto, sendo o candidato mais votado na história do município e, proporcionalmente, o mais votado do estado. No ano seguinte, presidiu a Câmara municipal e assumiu temporariamente o cargo de prefeito municipal. Em 2002, foi vice-presidente da União dos Vereadores do Rio Grande do Sul (UVERGS).
Entre 2002 e 2006, coordenou as campanhas do deputado Jerônimo Goergen. De 2003 a 2009, atuou como chefe de gabinete.

### Deputado estadual
Em 2010, Ernani Polo concorreu a deputado estadual pelo Progressistas, obtendo 38.767 votos. No ano seguinte, foi eleito secretário-geral do partido no estado e, em dezembro, assumiu uma cadeira no parlamento gaúcho.
Foi reeleito deputado estadual em 2014 com 51.986 votos, em 2018 com 56.406 votos, e em 2022 com 67.515 votos, marcando seu quarto mandato consecutivo.
Em 2020, Ernani Polo foi eleito presidente da Assembleia Legislativa do Rio Grande do Sul.

### Secretarias de estado
De janeiro de 2015 a março de 2018, Ernani Polo atuou como Secretário da Agricultura, Pecuária e Irrigação do Estado do Rio Grande do Sul durante o governo de José Ivo Sartori.
Desde janeiro de 2023, ocupa o cargo de Secretário de Desenvolvimento Econômico do Estado do Rio Grande do Sul no governo de Eduardo Leite.